# Montañas Elk (Colorado)
Las montañas Elk (en inglés: Elk Mountains; elk es el uapitío o ciervo canadiense) son una cadena montañosa estadounidense de las Montañas Rocosas, alta  y escarpada, localizada en el centro-oeste del estado de Colorado. Las montañas se encuentran en el lado occidental de la divisoria continental, principalmente en el sur del condado de Pitkin y el norte del condado de Gunnison, en el área al suroeste de Aspen, al sur del valle del río Roaring Fork y al este del río Crystal. La cordillera se encuentra al oeste de la cordillera Sawatch y al noreste de las montañas West Elk. Gran parte de la cordillera se encuentra dentro de los bosques nacionales de bosque nacional White River y Gunnison, así como en las áreas protegidas de Maroon Bells-Snowmass Wilderness y Raggeds Wilderness. Las montañas Elk se elevan casi (2700 m sobre el fondo del valle de Roaring Fork, hacia el norte.
Los picos más altos en la cordillera son sus fourteeners: pico Castle (4352 m), pico Maroon (4317 m), pico Capitol (4309 m), montaña Snowmass (4297 m), pico Pyramid (4275 m) y pico North Maroon (4271 m). El pico Maroon y el pico North Maroon se conocen colectivamente como los Maroon Bells, un destino popular para el alpinismo recreativo. El monte Sopris (3952 m) se encuentra en el extremo noroeste de la cordillera y domina el horizonte de la parte baja del valle de Roaring Fork y la ciudad de Carbondale, sirviendo como un símbolo no oficial de la zona.
La cordillera supone una formidable barrera para los desplazamientos y es atravesada solo por pasos y senderos secundarios, como Schofield Pass, Pearl Pass y Taylor Pass. La State Highway 133 carretera estatal 133 atraviesa el McClure Pass, en el extremo occidental de la cordillera.
La cordillera ha sido sitio de actividades mineras desde los días del Colorado Silver Boom, que vio la fundación de ciudades mineras como Aspen y Ashcroft. A fines del siglo XIX, el flanco occidental y sur de la cordillera se convirtió en el sitio de una intensa producción de carbón, actividad minera que continúa hasta la actualidad. En la montaña Treasure, con vistas a la ciudad de Marble, se halla la famosa cantera de mármol de Yule (Yule Marble Quarry). Se utilizó mármol de la cantera para la Tumba del soldado desconocido (Arlington), el Monumento a Lincoln, la Oficina de Correos de Denver y otros edificios.
La cordillera recibe una gran cantidad de nevadas debido a su posición al oeste de la división continental y al origen occidental de muchas tormentas invernales. Esto es aprovechado por las áreas de esquí en las cercanías de Aspen, que se encuentran en los flancos de montañas más pequeñas junto al valle de Roaring Fork.

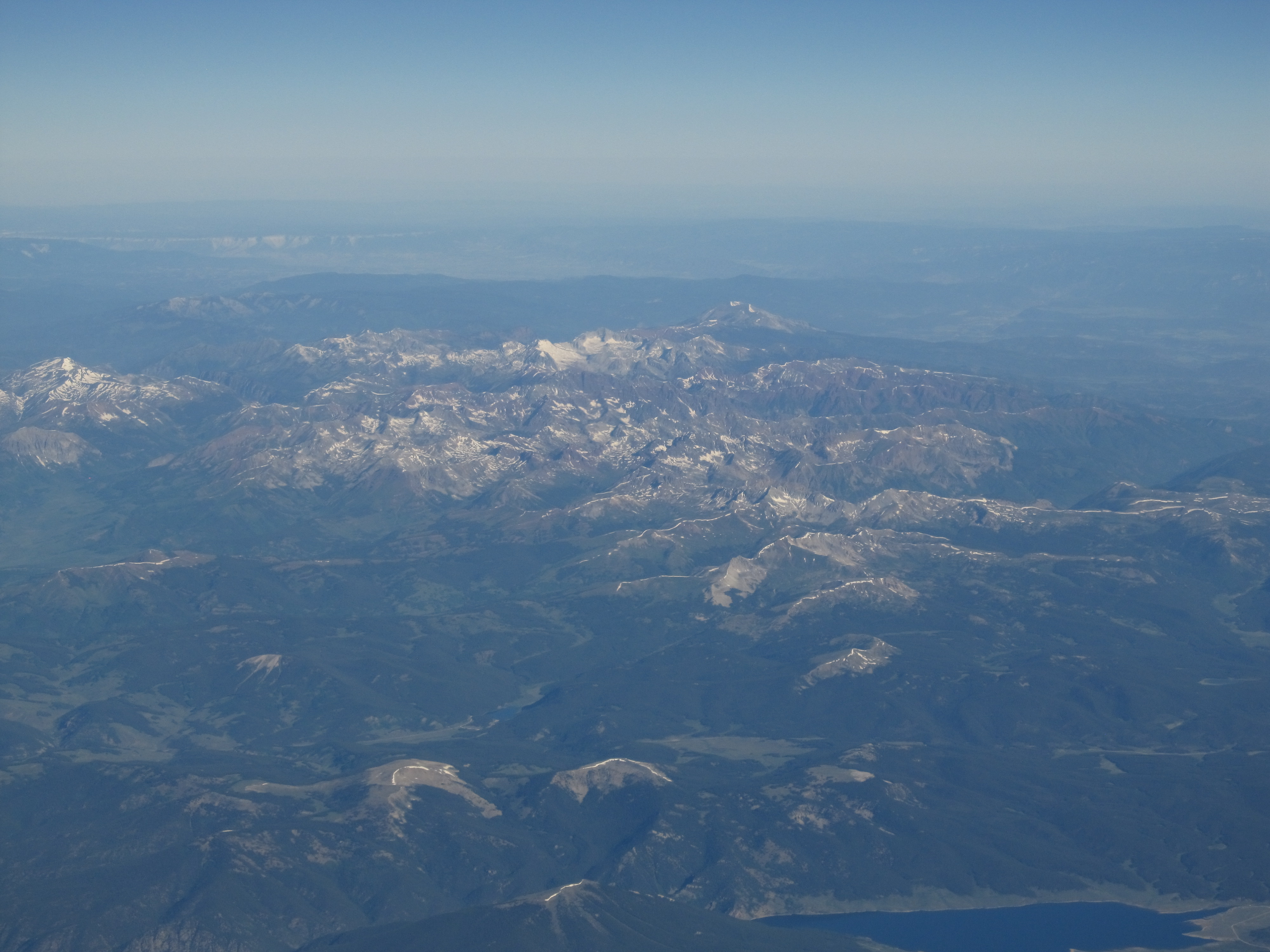
Vista aérea
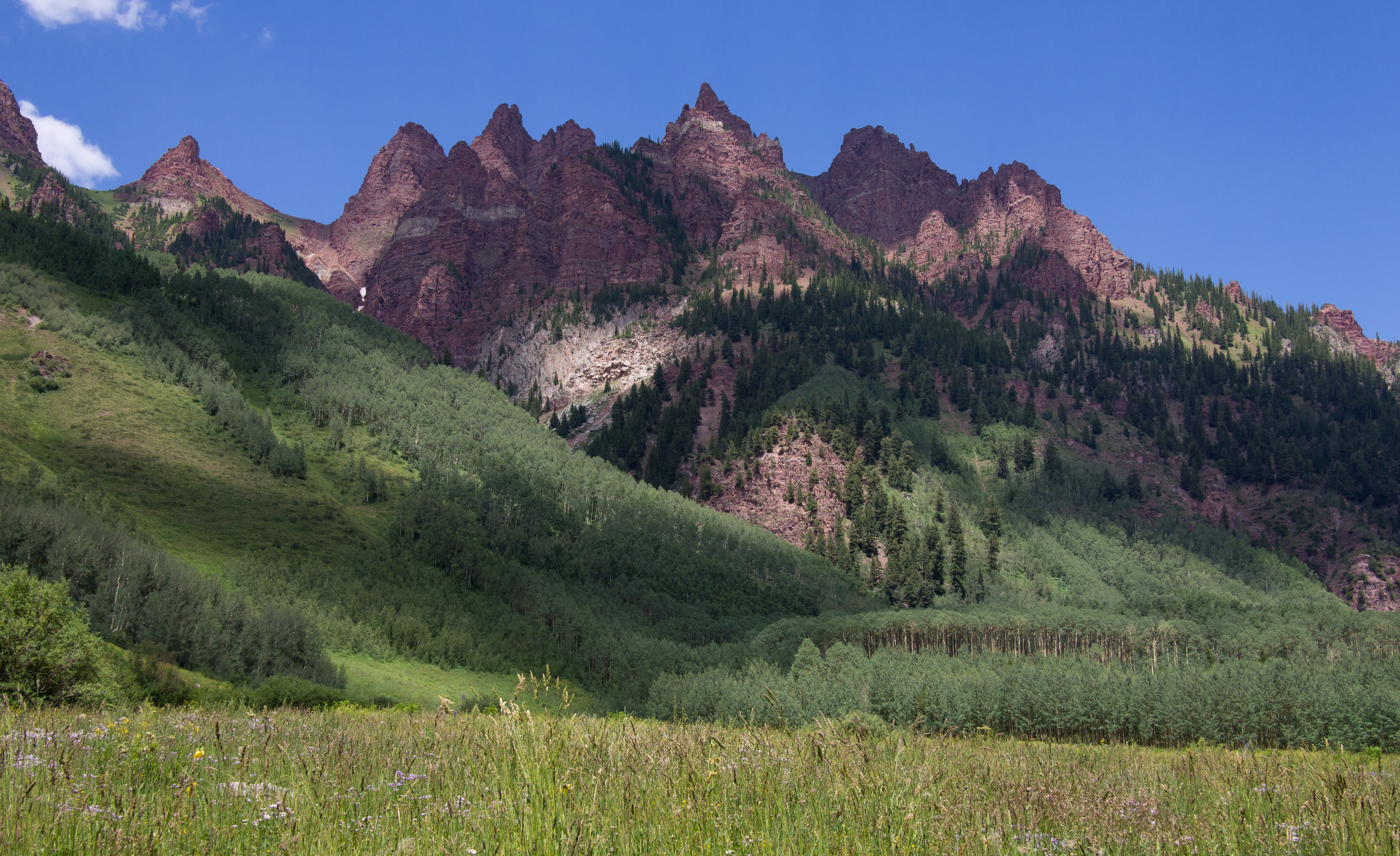
Montaña Sievers, cerca de Maroon Bells
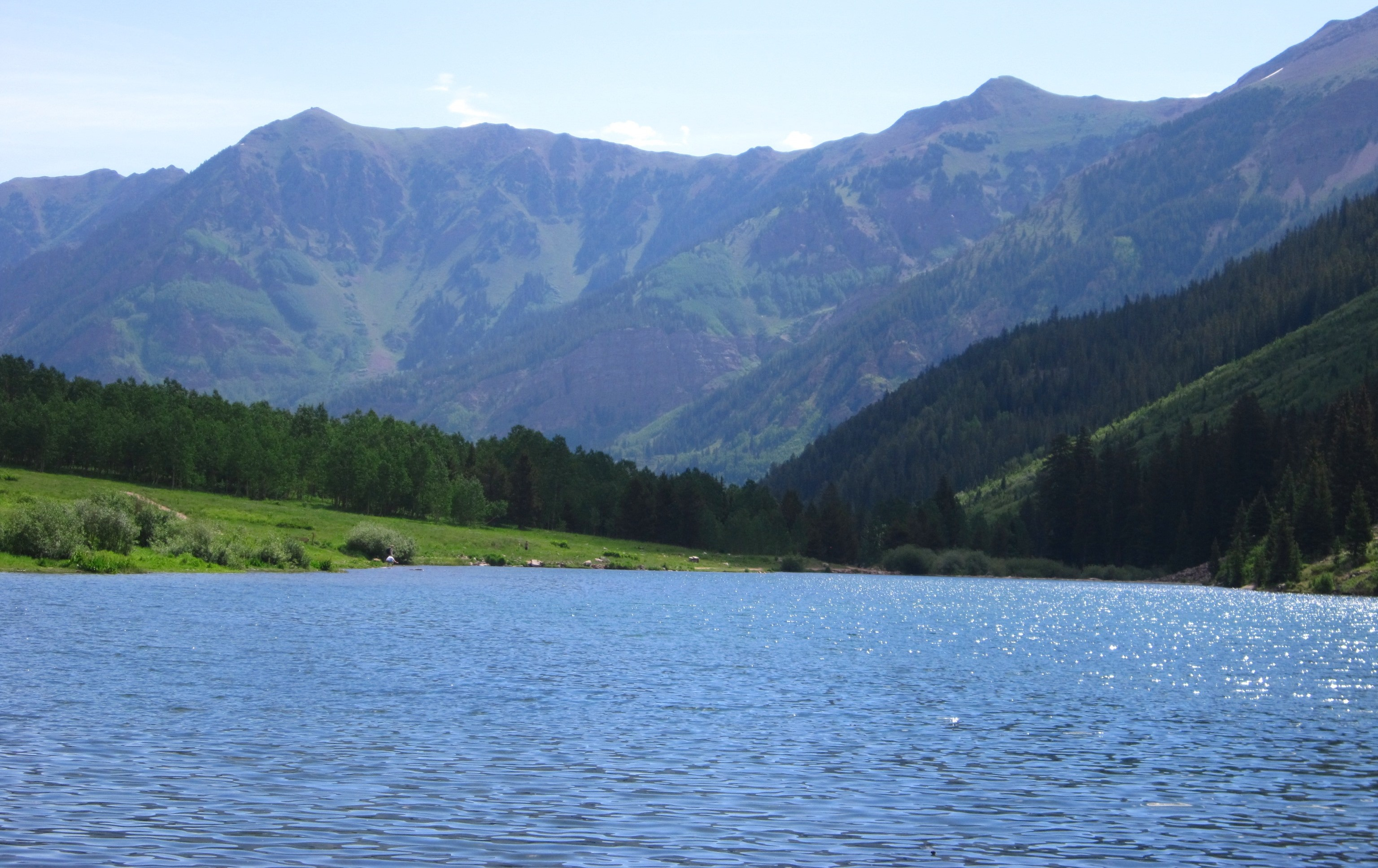
Lago Maroon, montañas Elk
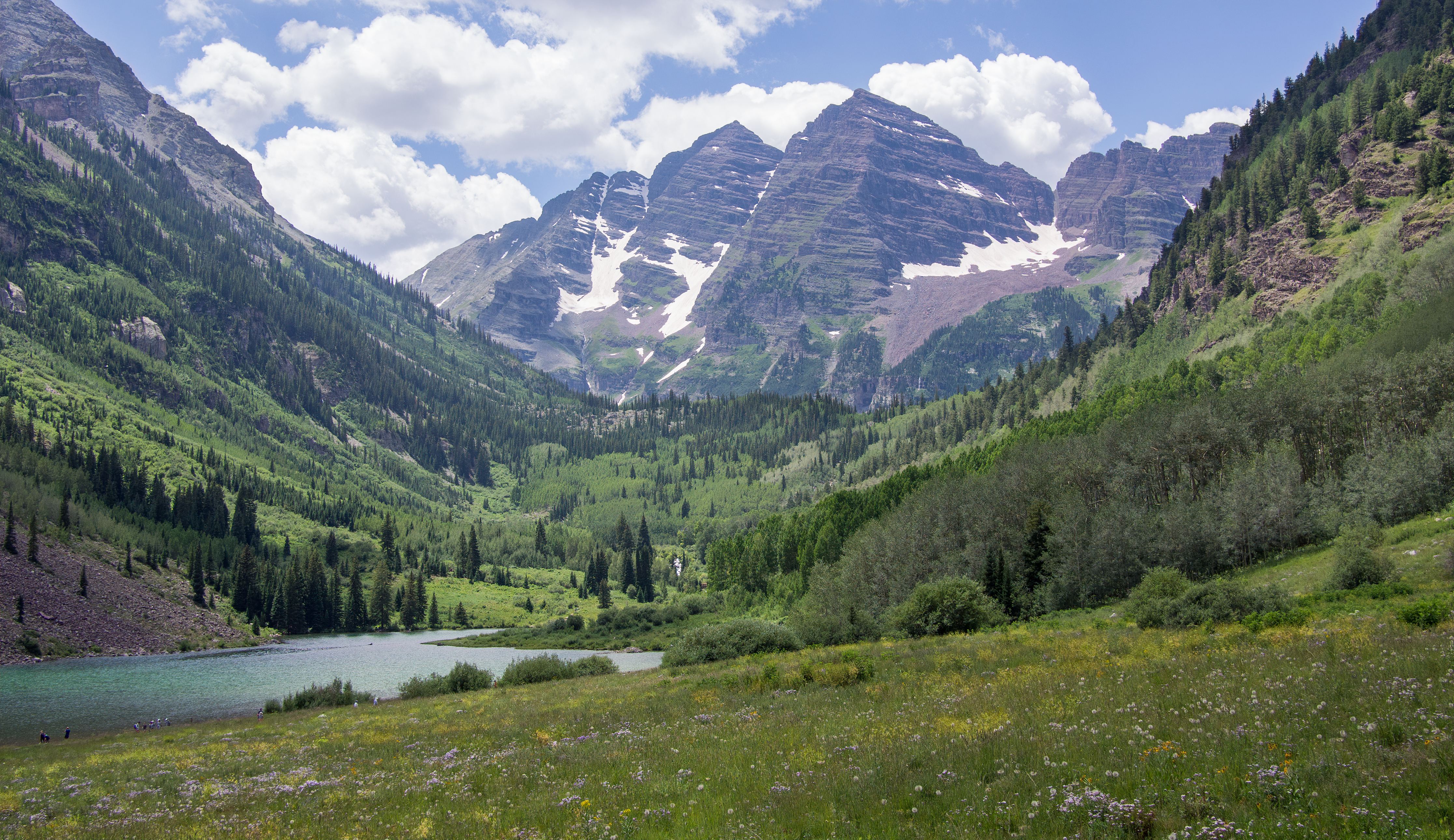
Los Maroon Bells

## Cumbres principales
La inclusión o no en la tabla que sigue depende en gran medida de cuál sea la prominencia mínima para que una elevación sea considerada independiente, ya que hay muchas cumbres subdidiarias. La UIAA considera que una elevación con una prominencia de más de 30 metros —un largo de cuerda tradicional— tiene la consideración de cima o cumbre aislada, pero solo las de más de 300 se consideran independientes. Ese es el criterio para ordenarlas. Se recogen también aquellos picos de menor prominencia (o cuando no se conoce), intercalados en el orden por altitud que les correspondería, pero sin que se les asigne un número de orden (aparecen con «—» y sombreadas en el ranking). Hay que tener cuidado a la hora de manejar esos datos ya que algunos pueden corresponder a picos subsidiarios de otro principal. Los picos que se pretende recoger aquí son todos los que superen los 4000 m de altitud y los de más de 300 m de prominencia. y 3500 m de altitud
Las montañas de esta tabla se han ordenado por su altitud sobre el nivel del mar, pudiendo ordenarse por cualquier otro campo sin más que clicar en la flecha de la primera fila del encabezado de cada columna (). 
|  | #   | Pico o montaña                                    | Subcordillera      | Condado                               | Altitud (m) | Prom. (m) | Parentesco              | Aislam. (km) | Notas                                            | Coordenadas                                    |
|  | 01  | Castle Peak                                       | Montañas Elk       | Condado de Gunnison Condado de Pitkin | 4352        | 721       | Crested Butte           | 33,7         | P.º cul. de los condados de Gunnison y de Pitkin | 39°00′35″N 106°51′41″O / 39.0096, -106.8613    |
|  | 02  | Pico Maroon                                       | Montañas Elk       | Condado de Gunnison Condado de Pitkin | 4317        | 712       | Pico Castle             | 13,0         |                                                  | 39°04′15″N 106°59′20″O / 39.0708, -106.9889    |
|  | 03  | Pico Capitol                                      | Montañas Elk       | Condado de Pitkin                     | 4309        | 527       | Pico Maroon             | 12,0         |                                                  | 39°09′01″N 107°04′58″O / 39.15015, -107.0828   |
|  | 04  | Montaña Snowmass (cerca del pico Hagerman)        | Montañas Elk       | Condado de Gunnison Condado de Pitkin | 4297        | 345       | Pico Capitol            | 3,8          |                                                  | 39°07′07″N 107°03′59″O / 39.1187, -107.0664    |
|  | 05  | Pico Pyramid                                      | Montañas Elk       | Condado de Pitkin                     | 4275        | 493       | Pico Maroon             | 3,4          |                                                  | 39°04′18″N 106°57′00″O / 39.0716, -106.9501    |
|  | —   | Pico Conundrum (cerca de la montaña Snowmass)     | Montañas Elk       | Condado de Gunnison Condado de Pitkin | 4279+       | 85        | Pico Castle             | 0,64         |                                                  | 39°00′56″N 106°51′46″O / 39.0156, -106.8627    |
|  | —   | Pico Cathedral (cerca del pico Pyramid)           | Montañas Elk       | Condado de Pitkin                     | 4252        | 98        | Pico Castle             | 2,1          |                                                  | 39°02′04″N 106°51′32″O / 39.0344, -106.8589    |
|  | —   | Thunder Pyramid                                   | Montañas Elk       | Condado de Gunnison Condado de Pitkin | 4246        | 89        | Pico Pyramid            | 1,0          |                                                  | 39°03′46″N 106°57′06″O / 39.0627, -106.9517    |
|  | —   | Pico Hagerman (cerca de la montaña Snowmass)      | Montañas Elk       | Condado de Gunnison Condado de Pitkin | 4219        | 153       | Montaña Snowmass        | 0,86         |                                                  | 39°06′43″N 107°03′36″O / 39.111943, -107.06013 |
|  | —   | K2 (Colorado)                                     | Montañas Elk       | Condado de Pitkin                     | 4165        | 44        | Pico Capitol            | 043          |                                                  | 39°09′14″N 107°04′36″O / 39.1539, -107.0767    |
|  | —   | Peak 13361                                        | Montañas Elk       | Condado de Pitkin                     | 4155        | 107       | Pico Pyramid            | 1,82         |                                                  | 39°02′50″N 106°57′32″O / 39.0472, -106.9590    |
|  | —   | Pico Clark (Colorado) (cerca del pico Capitol)    | Montañas Elk       | Condado de Pitkin                     | 4139        | 146       | Pico Capitol            | 1,32         |                                                  | 39°09′08″N 107°03′42″O / 39.1521, -107.06154   |
|  | —   | Pico 13550                                        | Montañas Elk       | Condado de Gunnison Condado de Pitkin | 4130        | 155       | Pico Castle             | 3,76         |                                                  | 38°59′39″N 106°52′41″O / 38.9943, -106.8780    |
|  | —   | Peak 13537                                        | Montañas Elk       | Condado de Pitkin                     | 4126        | 237       | Pico Castle             | 3,15         |                                                  | 39°00′53″N 106°54′46″O / 39.0147, -106.9127    |
|  | 06  | Montaña Treasure (al suroeste de Maroon Bells)    | Montañas Elk       | Condado de Gunnison                   | 4125        | 860       | Pico Hagerman           | 11,1         |                                                  | 39°01′27″N 107°07′22″O / 39.0243, -107.1227    |
|  | —   | Montaña White Rock                                | Montañas Elk       | Condado de Gunnison                   | 4121        | 232       | Pico 13537              | 4,0          |                                                  | 8°58′50″N 106°55′39″O / 8.9806, -106.9276      |
|  | —   | Pico Star                                         | Montañas Elk       | Condado de Gunnison                   | 4121        | 249       | Pico Castle             | 5,73         |                                                  |                                                |
|  | —   | Pico Keefe                                        | Montañas Elk       | Condado de Pitkin                     | 4120        | 145       | Pico 13537              | 2,11         |                                                  | 39°01′57″N 106°54′15″O / 39.0325, -106.9042    |
|  | —   | Pico Hunter                                       | Montañas Elk       | Condado de Gunnison Condado de Pitkin | 4114        | 139       | Pico Keefe              | 4,33         |                                                  | 39°03′11″N 106°54′13″O / 39.0531, -106.9036    |
|  | —   | Sleeping Sexton                                   | Montañas Elk       | Condado de Pitkin                     | 4097+       | 139       | Pico Maroon             | 0,72         |                                                  | 39°06′49″N 106°59′26″O / 39.1135, -106.9905    |
|  | —   | Pico Taylor                                       | Montañas Elk       | Condado de Gunnison Condado de Pitkin | 4095        | 242       | Pico Star               | 2,01         |                                                  |                                                |
|  | —   | Pico Hilliard                                     | Montañas Elk       | Condado de Pitkin                     | 4087        | 88        | Pico Keefe              | 1,07         |                                                  | 39°01′26″N 106°54′35″O / 39.0240, -106.9096    |
|  | —   | White Benchmark                                   | Montañas Elk       | Condado de Gunnison Condado de Pitkin | 4085        | 110       | Montaña White Rock      | 4,77         |                                                  | 38°58′24″N 106°55′39″O / 38.9733, -106.9275    |
|  | —   | Pico Siberia                                      | Montañas Elk       | Condado de Pitkin                     | 4084+       | 243       | Montaña Snowmass        | 1,84         |                                                  | 39°07′29″N 107°05′13″O / 39.1248, -107.0870    |
|  | 07  | Montaña Italian                                   | Montañas Elk       | Condado de Gunnison                   | 4078        | 420       | Pico Star               | 5,53         |                                                  | 38°56′43″N 106°45′08″O / 38.9453, -106.7523    |
|  | —   | Buckskin Benchmark                                | Montañas Elk       | Condado de Pitkin                     | 4075        | 277       | Pico Maroon             | 2,99         |                                                  | 39°06′49″N 106°59′26″O / 39.1135, -106.9905    |
|  | —   | Montaña Willoughby                                | Montañas Elk       | Condado de Pitkin                     | 4075        | 141       | Pico 13244              | 2,41         |                                                  | 39°08′34″N 106°59′42″O / 39.1427, -106.9951    |
|  | —   | Montaña Pearl                                     | Montañas Elk       | Condado de Gunnison Condado de Pitkin | 4073+       | 196       | Pico Star               | 2,83         |                                                  | 38°58′51″N 106°50′03″O / 38.9808, -106.8341    |
|  | —   | Pico Precarious                                   | Montañas Elk       | Condado de Gunnison Condado de Pitkin | 4072        | 207       | Pico 13537              | 3,40         |                                                  | 39°01′00″N 106°57′44″O / 39.0167, -106.9622    |
|  | —   | Pico Triangle                                     | Montañas Elk       | Condado de Gunnison                   | 4072        | 134       | White Rock              | 2,52         |                                                  | 38°59′31″N 106°54′34″O / 38.9919, -106.9095    |
|  | —   | Pico Malamute                                     | Montañas Elk       | Condado de Pitkin                     | 4068        | 118       | Pico Conundrum          | 1,17         |                                                  | 39°01′13″N 106°50′38″O / 39.0203, -106.84401   |
|  | —   | Peak 13336                                        | Montañas Elk       | Condado de Pitkin                     | 4065        | 144       | Pico Buckskin Benchmark | 1,82         |                                                  | 39°07′22″N 106°58′26″O / 39.1228, -106.9738    |
|  | —   | Pico 13312                                        | Montañas Elk       | Condado de Gunnison Condado de Pitkin | 4059        | 131       | Montaña Pearl           | 1,03         |                                                  | 38°59′09″N 106°50′39″O / 38.9858, -106.8441    |
|  | —   | Pico Daly                                         | Montañas Elk       | Condado de Pitkin                     | 4048+       | 246       | Pico K2 (Colorado)      | 1,88         |                                                  | 39°10′20″N 107°04′07″O / 39.1722, -107.0685    |
|  | —   | Peak 13244                                        | Montañas Elk       | Condado de Pitkin                     | 4037        | 144       | Pico 13336              | 1,82         |                                                  | 39°08′19″N 106°58′04″O / 39.1385, -106.9677    |
|  | —   | Pico 13240                                        | Montañas Elk       | Condado de Gunnison                   | 4036+       | 146       | Pico Precarious         | 1,34         |                                                  | 39°00′18″N 106°57′58″O / 39.0050, -106.9661    |
|  | —   | Montaña Belleview                                 | Montañas Elk       | Condado de Gunnison Condado de Pitkin | 4033        | 226       | Pico Maroon             | 2,17         |                                                  | 39°02′40″N 106°59′55″O / 39.0444, -106.9986    |
|  | —   | Pico 13232                                        | Montañas Elk       | Condado de Gunnison                   | 4033        | 119       | Pico 13240              | 4,24         |                                                  | 39°00′28″N 106°57′39″O / 39.0079, -106.9609    |
|  | —   | Pico 13216                                        | Montañas Elk       | Condado de Gunnison Condado de Pitkin | 4028        | 102       | Pico Triangle           | 1,42         |                                                  | 39°00′08″N 106°54′36″O / 39.0021, -106.9100    |
|  | —   | Montaña Teocalli                                  | Montañas Elk       | Condado de Gunnison                   | 4026        | 246       | Pico 13550              | 3,4          |                                                  | 38°57′38″N 106°53′02″O / 38.9606, -106.8839    |
|  | —   | Pico 13162                                        | Montañas Elk       | Condado de Gunnison Condado de Pitkin | 4012        | 111       | Pico 13550              | 3,27         |                                                  | 38°59′23″N 106°53′34″O / 38.9896, -106.8929    |
|  | —   | Peak 13160                                        | Montañas Elk       | Condado de Pitkin                     | 4011+       | 85        | Pico 13361              | 0,79         |                                                  | 39°02′29″N 106°57′51″O / 39.0413, -106.9642    |
|  | 08  | Monte Owen                                        | Ruby Range         | Condado de Gunnison                   | 3984        | 414       |                         | 12,8         | P.º cul. de la cordillera Ruby                   | 38°54′32″N 107°07′30″O / 38.9090, -107.1249    |
|  | 09  | Pico West Elk                                     | Montañas West Elk  | Condado de Gunnison                   | 3975        | 943       | Monte Owen              | 22,2         | p.º cul. de las montañas West Elk                | 38°43′04″N 107°11′58″O / 38.71788, -107.19944  |
|  | 10  | Pico Sopris (al noroeste del pico Capitol)        | Montañas Elk       | Condado de Pitkin                     | 3952        | 449       | Monte Daly              | 12,78        | p.º cul. de las montañas West Elk                | 39°15′40″N 107°09′53″O / 39.2611, -107.1647    |
|  | 11  | Montaña Purple                                    | Montañas Elk       | Condado de Gunnison                   | 3950        | 477       | Montaña Treasury        | 2,05         |                                                  | 38°59′30″N 107°06′13″O / 38.9917, -107.1035    |
|  | 12  | Monte Baldy                                       | Montañas Elk       | Condado de Gunnison                   | 3903        | 477       | Montaña Purple          | 4,24         |                                                  | 38°59′37″N 107°02′46″O / 38.9936, -107.0461    |
|  | 13  | Montaña Chair                                     | Montañas Elk       | Condado de Gunnison                   | 3879        | 750       | Montaña Treasure        | 14,3         | p.º cul. de The Raggeds                          | 39°03′29″N 107°16′56″O / 39.0580, -107.2821    |
|  | 14  | Monte Gunnison                                    | West Elk Mountains | Condado de Gunnison                   | 3879        | 1082      | Pico West Elk           | 19,1         |                                                  | 38°48′44″N 107°22′57″O / 38.81209, -107.3826   |
|  | 15  | Montaña Gothic                                    | Montañas Elk       | Condado de Gunnison                   | 3850        | 501       | Crested Butte           | 5,2          |                                                  | 38°57′22″N 107°00′38″O / 38.9562, -107.01067   |
|  | 16  | Montaña Whetstone                                 | Montañas West Elk  | Condado de Gunnison                   | 3818        | 749       | Montaña Gothic          | 15,1         |                                                  | 38°49′20″N 106°58′48″O / 38.82226, -106.9799   |
|  | 17  | Montaña East Beckwith                             | Montañas West Elk  | Condado de Gunnison                   | 3792        | 760       | Montaña Marcellina      | 11,0         |                                                  | 38°50′46″N 107°13′23″O / 38.8462, -107.22316   |
|  | 18  | Punto culminante de la cordillera Anthracite      | Montañas West Elk  | Condado de Gunnison                   | 3778        | 648       | Montaña East Beckwith   | 7,7          | P.º cul. de la cordillera Anthracite             | 38°48′52″N 107°08′40″O / 38.81452, -107.14450  |
|  | 19  | Montaña Matchless                                 | Montañas Elk       | Condado de Gunnison                   | 3776        | 537       | Park Cone               | 15,5         |                                                  | 38°50′02″N 106°38′42″O / 38.83400, -106.6451   |
|  | 20  | Montaña Cement                                    | Montañas Elk       | Condado de Gunnison                   | 3719+       | 476       | Montaña Matchless       | 12,73        |                                                  | 38°48′27″N 106°48′49″O / 38.8075, -106.8135    |
|  | 21  | Pico West Beckwith (cerca de la montaña Snowmass) | Montañas Elk       | Condado de Gunnison                   | 3714        | 459       | Pico 12244              | 2,90         |                                                  | 38°51′36″N 107°16′26″O / 38.8600, -107.2739    |
|  | 22  | Crested Butte                                     | Montañas Elk       | Condado de Gunnison                   | 3709        | 787       | Montaña Treasure        | 7,5          |                                                  | 38°53′00″N 106°56′37″O / 38.8834, -106.94357   |
|  | 23  | Pico Carbon                                       | Montañas West Elk  | Condado de Gunnison                   | 3684        | 664       | Montaña Whetstone       | 6,3          |                                                  | 38°47′39″N 107°02′35″O / 38.79427, -107.04315  |
|  | 24  | Monte Guero                                       | West Elk Mountains | Condado de Gunnison                   | 3675        | 741       | Monte Gunnison          | 10,3         |                                                  | 38°43′11″N 107°23′10″O / 38.71962, -107.38613  |
|  | 25  | Monte Axtell                                      | Montañas Elk       | Condado de Gunnison                   | 3674        | 419       | Pico Carbon             | 4,8          |                                                  | 38°50′17″N 107°02′11″O / 38.8380, -107.0365    |
|  | 26  | Pico 11942 (cerca de la montaña Snowmass)         | Montañas Elk       | Condado de Gunnison                   | 3640        | 458       | Monte Guero             | 4,42         |                                                  | 38°42′35″N 107°20′12″O / 38.7098, -107.3368    |
|  | 27  | Montaña Coal (cerca de la montaña Snowmass)       | Montañas Elk       | Condado de Gunnison                   | 3568        | 523       | Monte Gunnison          | 7,73         |                                                  | 38°47′13″N 107°29′01″O / 38.7869, -107.4837    |
|  | 28  | Montaña Huntsman Northwest                        | Montañas Elk       |                                       | 3614        | 936       | Monte Gunnison          | 16,6         |                                                  | 39°11′31″N 107°22′01″O / 39.19200, -107.36684  |
|  | 29  | Montaña Red (Colorado)                            | Montañas Elk       | Condado de Gunnison                   | 3554        | 347       | Montaña Whetstone       | 7,2          |                                                  | 38°45′55″N 106°56′23″O / 38.7654, -106.9398    |
|  | f/o | Montaña Marcellina                                | Montañas Elk       | Condado de Gunnison                   | 3461        | 831       | Pico West Beckwith      | 8,2          |                                                  | 38°55′48″N 107°14′38″O / 38.9299, -107.24375   |